# Maurice Hamon
Pour les articles homonymes, voir Hamon.
Maurice Hamon est un archiviste et historien français né en 1947. Il est considéré comme le pionnier des archives d’entreprises en France en ayant créé un service modèle à la Compagnie de Saint-Gobain.

## Biographie

### Formation
Né à Angers le 21 mai 1947, Maurice Hamon effectue ses études supérieures en hypokhâgne à Angers, puis au lycée Henri-IV à Paris, où il prépare le concours d’entrée à l’Ecole nationale des chartes. Il intègre cette école en 1967 et en ressort en 1971 avec le diplôme d’archiviste-paléographe après avoir rédigé une thèse d’établissement sur Les origines de l’abbaye Saint-Florent-lès-Saumur. Histoire des monastères du Mont-Glonne et du château de Saumur (Ve-Ve siècles – 1026).

### Carrière

#### Archives nationales
À l’issue de sa scolarité à l’École nationale des chartes, Maurice Hamon choisit la filière professionnelle des archives et est affecté en 1971 comme conservateur à la cité interministérielle des archives de Fontainebleau, dépendant des Archives nationales. Il s’y familiarise avec le traitement de masse des archives.

#### Saint-Gobain

##### Directeur des archives
En 1974, sollicité par Roger Martin et Roger Fauroux, dirigeants de Saint-Gobain, il rejoint cette entreprise alors dénommée Saint-Gobain-Pont-à-Mousson pour y créer un service d’archives professionnel, dans le contexte de la fusion récente entre Saint-Gobain et Pont-à-Mousson. Un double souci de rationalisation de l’archivage avec les techniques du Records management et de valorisation du patrimoine et de l‘histoire du nouveau groupe préside à cette création.
Pour la gestion des archives du groupe et de ses filiales, Maurice Hamon imagine la création originale d’un groupement d’intérêt économique (GIE) sur le plan administratif et fait construire un centre d’archives à Blois : le bâtiment, dessiné par l’architecte Joseph Belmont, opérationnel en 1980, est composé d’une tour en verre, évoquant le métier historique de Saint-Gobain, et de bureaux semi-enterrés rappelant le cloitre de Pont-à-Mousson.
Dans le domaine de la valorisation historique, quelques réalisations émergent parmi un grand nombre d’initiatives :
- un colloque fondateur sur l’histoire d’entreprise organisé à Blois en 1985 avec l’historien Félix Torres, créateur de Public Histoire, la première agence d'histoire appliquée[4],[5],[6],[7] ;
- un livre sur l’histoire de la Compagnie de Saint Gobain, plusieurs fois réédité : Du soleil à la terre. Une histoire de Saint-Gobain[8] ;
- une grande exposition sur Saint-Gobain organisée en 2006 au Musée d’Orsay : « Saint-Gobain, une entreprise devant l'histoire (1665-1937) »[9].

##### Directeur des Relations générales
Après avoir exercé parallèlement les fonctions de secrétaire du conseil d’administration de Saint-Gobain en 1985-1986, Maurice Hamon est nommé directeur des Relations générales de Saint-Gobain en 1991 : cette direction succède au secrétariat général de Saint-Gobain et comprend le secrétariat de comités de direction, le mécénat et les activités relatives aux archives.
Lors de son départ en retraite en 2012, ses collègues conservateurs, universitaires et des personnalités du monde de l’entreprise lui offrent un volume de Mélanges dirigé par Didier Bondue (1948-2022) ; intitulé L’entreprise et sa mémoire, le livre témoigne du rôle pionnier joué par Hamon et de l’effet d’entrainement sur les autres entreprises de son action à la tête des archives de Saint-Gobain.

### Présence dans les organismes scientifiques et professionnels
En raison de son influence dans le domaine des archives et de l’histoire d’entreprise, Maurice Hamon a joué et joue un rôle important dans plusieurs organismes professionnels ou scientifiques français et internationaux.
Il a créé en 1978 la section des archives d’entreprises au sein de l’Association des archivistes français et l’a présidée de 1978 à 1983 et de 1986 à 1989.
Il fut membre du premier Comité des archives d’entreprises institué en 1976 auprès du Conseil international des archives.
Membre du Comité des travaux historiques et scientifiques (CTHS) depuis 1997, il en a présidé la section d’histoire contemporaine et du temps présent de 2011 à 2016 ; il a ensuite présidé le Comité entre 2016 et 2019.
Il préside le Centre international du vitrail à Chartres depuis 2013.

## Décorations et distinctions
- Chevalier de la Légion d'honneur (19 avril 2000)
- Chevalier de l'ordre national du Mérite
- Chevalier de l'ordre des Arts et des Lettres
- Prix Franklin Lavoisier (2012) décerné conjointement par la Chemical Heritage Foundation de Philadelphie et la Fondation de la Maison de la Chimie à Paris

## Principales publications
Une liste complète des publications à jour en 2012 est parue dans les Mélanges offerts à Maurice Hamon.
- Maurice Hamon, Félix Torrès (dir), Mémoire d’avenir : l’histoire dans l’entreprise, Paris, Economica, 1987, 261 p.  (ISBN 2-7178-1340-3)
- Maurice Hamon, Du soleil à la terre. Une histoire de Saint-Gobain, Paris, Jean-Claude Lattès, 1988 (1re édition), 211 p.  (ISBN 978-2-709-64295-8). Rééditions en 1998 et 2012.
- Maurice Hamon, Dominique Perrin, Au cœur du XVIIIe siècle industriel. Condition ouvrière et tradition villageoise à Saint-Gobain, Paris, Editions PAU, 1993, 756 p.  (ISBN 978-2-909-56605-4). Prix Georges Goyau 1994 de l'Académie française.
- Maurice Hamon, Caroline Mathieu, Alain Bondue, Saint-Gobain, une entreprise devant l’histoire (1665-1937), Paris, Musée d’Orsay/Fayard, 2006, 223 p.  (ISBN 2-213-62874-2).
- Maurice Hamon, Madame Geoffrin. Femme d'influence et femme d'affaires au temps des lumières, Paris, Fayard, 2010, 782 p.  (ISBN 978-2-213-62848-6).
- Maurice Hamon, Madame de La Ferté-Imbault, philosophe et femme d'affaires à la cour de Louis XV, Versailles, Paris, Perrin, 2011, 185 p.  (ISBN 978-2-262-03724-6).